# Tipula (Platytipula) dinarzadae
Tipula (Platytipula) dinarzadae is een tweevleugelige uit de familie langpootmuggen (Tipulidae). De soort komt voor in het Palearctisch gebied.